# Iglesia de Santa María de la Concepción (Castronuevo de Esgueva)
La iglesia de Santa María de la Concepción es un templo católico ubicado en la localidad de Castronuevo de Esgueva, Provincia de Valladolid, Castilla y León, España.

## Descripción
La iglesia fue construida entre del siglo XV al siglo XVII en estilo gótico y barroco. Su estructura es de tres naves de tres tramos y la capilla mayor conserva una bóveda estrellada del siglo XV.

## Galería

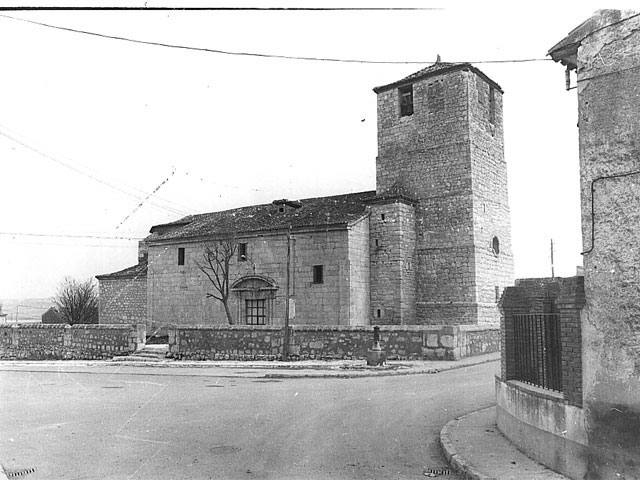
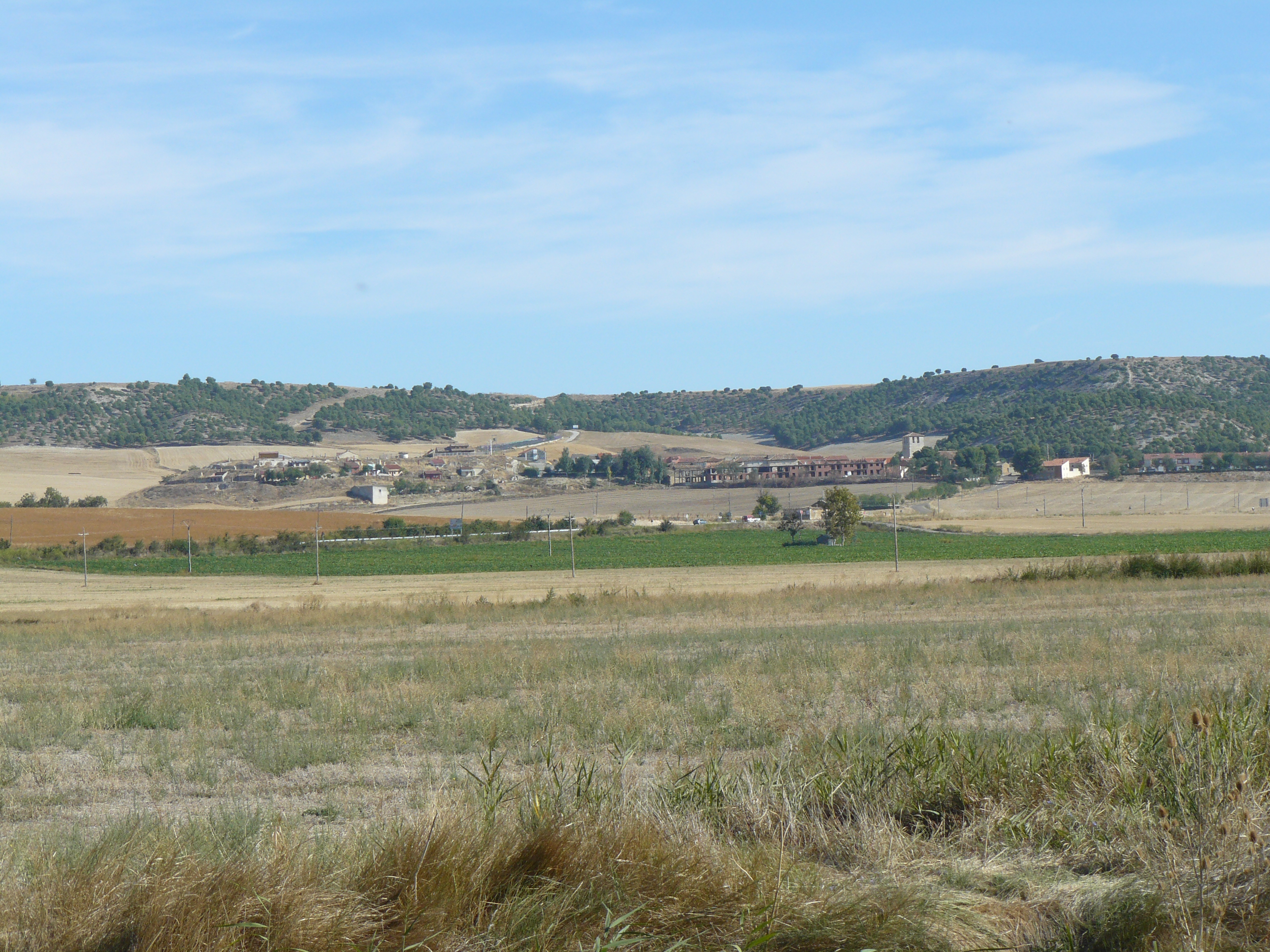